# Nakajima A4N
El Nakajima A4N fue un caza embarcado empleado por la Armada Imperial Japonesa y el último biplano diseñado por Nakajima. El primer prototipo fue construido en 1934, pero debido a problemas del motor el avión no entró en servicio hasta 1936. Su designación interna de la empresa era Nakajima YM, mientras que la designación de la Armada era Caza Embarcado Tipo 95 de la Armada. Se construyeron un total de 221 unidades.

## Especificaciones (A4N1)
Referencia datos: Japanese Aircraft, 1910–1941

### Características generales
- Tripulación: 1
- Longitud: 6,64 m
- Envergadura: 10 m
- Altura: 3,07 m
- Superficie alar: 22,89 m²
- Peso vacío: 1.276 kg
- Peso cargado: 1.760 kg
- Planta motriz: 1× Nakajima Hikari, radial de 9 cilindros.
  - Potencia: 730 hp (545 kW)

### Rendimiento
- Velocidad máxima operativa (Vno): 352 km/h, a 3.200 m
- Velocidad crucero (Vc): 233 km/h
- Alcance: 847 km
- Techo de vuelo: 7.740 m
- Régimen de ascenso: 3 minutos y 30 segundos (a 3.000 m)
- Carga alar: 76,9 kg/m²

### Armamento
- Armas de proyectiles: 2 ametralladoras fijas de 7,70 mm